# 屈倫巴赫河
48°59′49.38″N 10°56′21.99″E / 48.9970500°N 10.9394417°E
屈倫巴赫河（德語：Kühlenbach），是德國的河流，位於該國東南部，由巴伐利亞負責管轄，屬於施瓦本雷扎特河的右支流，河道全長2公里，流域面積3.9平方公里。